# Gneo Senzio Saturnino (console 4)
Gneo Senzio Saturnino (fl. I secolo) è stato un politico romano, console suffetto nel 4 d.C.

## Biografia
Era uno dei tre figli di Gaio Senzio Saturnino, console nel 19 a.C. e legato imperiale in Siria tra i 9 e il 6 a.C. Lui stesso fu console suffecto quando suo fratello maggiore, Gaio Senzio Saturnino, fu console ordinario nel 4 d.C. Nel 19 sostituì Gneo Calpurnio Pisone come governatore della Siria e lo costrinse a tornare a Roma per essere processato per l'omicidio di Germanico Giulio Cesare.